# 김형준 (1957년)
김형준(1957년 ~ )은 대한민국의 정치학자, 폴리페서이다.

## 학력
- 한국외국어대학교 중국어과 학사
- 아이오와 대학교 대학원 계량정치학 박사

## 경력
- 명지대학교 방목기초교육대학 인문교양 교수
- 한국선거학회 회장
- 경제정의실천시민연합 정치개혁위원회 위원
- 한국정치학회 이사
- 한국정치학회 부회장
- EBS 이사회 이사
- 보다나은미래를위한 반기문재단 운영위원

## 저서

### 공저
- 강원택 등. 《한국의 대통령 리더십과 국가발전》. 인간사랑. 2007년. ISBN 9788974182311